# Ахтерфельд, Иоганн Генрих
Иоганн Генрих Ахтерфельд (нем. Johann Heinrich Achterfeld; 1788-1877) — немецкий католический богослов, профессор, педагог и редактор.

## Биография
Иоганн Генрих Ахтерфельд родился 17 июня 1788 года в городе Везеле в земле Северный Рейн — Вестфалия.
Высшее образование Ахтерфельд получил в университете Кёльна и Вестфальском университете имени Вильгельма, где среди его учителей был Георг Гермес, продолжателем взглядов которого Ахтерфельд оставался на протяжении всей жизни.
В 1813 году Иоганн Генрих Ахтерфельд был рукоположён в сан священника.
В 1817 году И. Г. Ахтерфельд приглашён преподавать на кафедру богословия в Браунсбергскую клерикальную семинарию, работая в которой он написал и издал: «Lehrbuch der chnstkath. Glaubens und Sittenlehre» (1825). Осенью 1823 года Ахтерфельду было поручено реорганизовать Браунсбергскую семинарию, начальником которой он затем состоял почти целый год, а в 1826 году был перемещён профессором богословия в Боннский университет.
В 1831 году, после кончины своего бывшего учителя, профессора Георга Гермеса, Ахтерфельд издал его «Христианско-католическую догматику», которая была осуждена Римской курией, как учение еретическое. Осуждение это вызвало богословские споры, в которых принял участие и Иоганн Генрих Ахтерфельд. Это вызвало крайнее неудовольствие папы римского Григория XVI и, в конечном итоге, Ахтерфельду было воспрещена была преподавательская деятельность в Боннском университете. Санкции распространились также и на других профессоров, которые заявили себя последователями и продолжателями научного направления Гермеса (в частности Браун и Пётр Иосиф Эльвених).
С 1832 года Ахтерфельд принимал деятельное участие в «Zeitschrift für Philosophie und Kath. Theologie», a с 1843 по 1848 год издавал его самостоятельно, при содействии одного лишь Иоганна Вильгельма Брауна (Johann Wilhelm Joseph Braun). Католическая церковь реабилитировала Ахтерфельда лишь за четыре года до его кончины.
Иоганн Генрих Ахтерфельд умер в городе Бонне 11 мая 1877 года.